# Beneficij
Benefícij (latinsko beneficium; knjižno, ugodnost, prednost) je bila v zgodnjem srednjem veku posest, ki so jo kralji in večji fevdalci darovali v dosmrten užitek.
Beneficij je tudi izraz za trajno cerkveno službo, ki je v fevdalizmu prinašala trajni dohodek, zlasti dohodek iz nepremičnin.
Sorodna beneficiju je bila prebénda, ki se imanuje tudi koménda ali nadárbina. To je fevdalni dohodek, zlasti dohodek iz nepremičnin, ki pa ni vezan na opravljanje službe, ampak gre pri tem za darilo, od koder izvira tudi izraz (nadarbina), za že opravljene zasluge.
S prihodki iz cerkvenih nepremičnin se je financirala npr. gradnja cerkve in vzdrževanje lokalne cerkve ter delovanje župnijskih duhovnikov. Beneficiji so se pojavili v začetku Srednjega veka, ukinili pa so se v začetku 19. stoletja.